# Kirchenkreis Niederlausitz
Der evangelische Kirchenkreis Niederlausitz ist einer von fünf Kirchenkreisen der Evangelischen Kirche Berlin-Brandenburg-schlesische Oberlausitz im Sprengel Görlitz. Der Kirchenkreis umfasst den südlichen Teil des Landkreises Dahme-Spreewald, den nördlichen und mittleren Teil des Landkreises Oberspreewald-Lausitz, den Nordostteil des Landkreises Elbe-Elster sowie die zur Kirchengemeinde Gräbendorfer See gehörenden Dörfer im Landkreis Spree-Neiße. Die Superintendentur hat ihren Sitz in Lübben (Spreewald).

## Geschichte
Der Kirchenkreis entstand am 1. Januar 2010 aus der Vereinigung der Kirchenkreise Lübben und Finsterwalde. Am 1. Januar 2020 wurde die Region Senftenberg aus dem aufgelösten Kirchenkreis Senftenberg-Spremberg in den Kirchenkreis Niederlausitz eingegliedert.

## Organisation
Im Kirchenkreis leben ungefähr 28.000 Gemeindeglieder (Stand Juni 2024). 24 Pfarrerinnen und Pfarrer betreuen die Gemeindemitglieder. Jeder Pfarrer ist dabei für mehrere Kirchen zuständig. Die Kreissynode tagt zweimal jährlich, im Frühling und im Herbst. Sie hat 85 Mitglieder. Der Kreiskirchenrat tagt monatlich und hat 15 Mitglieder. Partnerschaften bestehen zu den Kirchenkreisen Krefeld-Viersen, Solingen, Koblenz und Saar-Ost.

### Superintendentur
Von Januar bis Oktober 2010 war Markus Herrbruck amtierender Superintendent. Der erste gewählte Superintendent, Thomas Köhler, wurde 2020 für eine weitere Amtsperiode wiedergewählt.